# هاري كوكس
هاري كوكس هو سياسي كندي، ولد في يونيو 1874، وتوفي في 1950.